# Герасим Костадинов
Герасим Костадинов (Константинов) (срещан и като Константин Герасимов в някои източници) е български общественик, деец на Българското възраждане в Македония.

## Биография
Герасим Костадинов е от Щип, тогава в Османската империя, но през 70-те години на XIX век живее в Солун и работи като часовникар. В този град той взима дейно участие в борбата за просвета на български език и в развитието на Солунската българска община. В 1878 година е избран за член на общината, а в 1880 година е неин печатопазител.
Герасим Костадинов е и училищен настоятел. Когато след създаването на Солунската българска гимназия има нужда да се построи ново здание за нея, той е избран от черковно-училищното настоятелство да тръгне като негов представител да обикаля градове и села из Македония, за да събира пари за дострояването ѝ. Снабден е с писма от архимандрит Козма Пречистански, председател на Солунската българска община, и директора на гимназията Божил Райнов, секретар на общината. В Скопие обаче е арестуван с обвинение, че подготвя въстание. Предаден е на военен съд в Прищина. Осъден е на 101 години затвор и заточение в Адана заедно с цялото си семейство: жена Анастасия, деца Александър (22-годишен), Константин (20), Катерина (14), Димитър (12) и Евтим (7). До изпращането му е измъчван в затвора, за да разкаже кой го е изпратил и кои са другарите му. След 8 месеца в затвора го пращат в Солун, в затвора Еди куле. Застъпничеството на руския консул в Солун Александър Якобсон за него пред посланика Нелидов не помага. Изпратен е на заточение със семейството си, като в последния момент изпращачът Божил Райнов, по молба на Герасим, успява да измъкне от кораба Кочо (Димитър умира по това време).
През 1883 година Герасим Костадинов моли за помощ Българската екзархия, която установява, че той е гръцки поданик и поради това се обръща към гръцкото посолство в Цариград с молба да му помогне. Междувременно, докато той е в затвора, семейството му, без подслон, трябва да проси милостиня, за да се препитава, и бащата ги съветва да опитат да избягат към България с някой кораб. Те успяват да направят това и да стигнат до Варна, а капитанът дори обещава да опита да освободи баща им.
През 1884 година той е освободен от Адана и семейството се събира в София, в Свободна България, където правителството на Петко Каравелов му отпуска 25 наполеона помощ за настаняване и покупка на часовникарски инструменти, за да работи занаята си. Княз Фердинанд го награждава като поборник.
По време на Хуриета (1908) Герасим Костадинов се връща в Солун. След завземането на града от гърците през Междусъюзническата война и започналите репресии срещу българите той е арестуван. В затвора се разболява, гръцките лекари му дават някакви прахове и го пращат вкъщи, където той умира в мъки след десет дена, „отровен и от гръцките теглила“ по разказа на сина му, на 75-годишна възраст.